# Cintheaux
Cintheaux est une commune française, située dans le département du Calvados en région Normandie, peuplée de 176 habitants.

## Géographie
Cintheaux est composée de groupes de maisons. À l'est, plusieurs maisons sont installées sur le bord de la route et deux hameaux sont dans la plaine au-delà. Plus à l'ouest se situe le bourg, tout autour de l'église, puis le hameau de Gaumesnil au nord-ouest.
Gaumesnil était autrefois un village rattaché par la suite à Cintheaux. Le hameau ne compte plus que 19 habitants (2009)[réf. nécessaire].

### Hydrographie
La commune est située dans le bassin Seine-Normandie. Elle n'est drainée par aucun cours d'eau,.

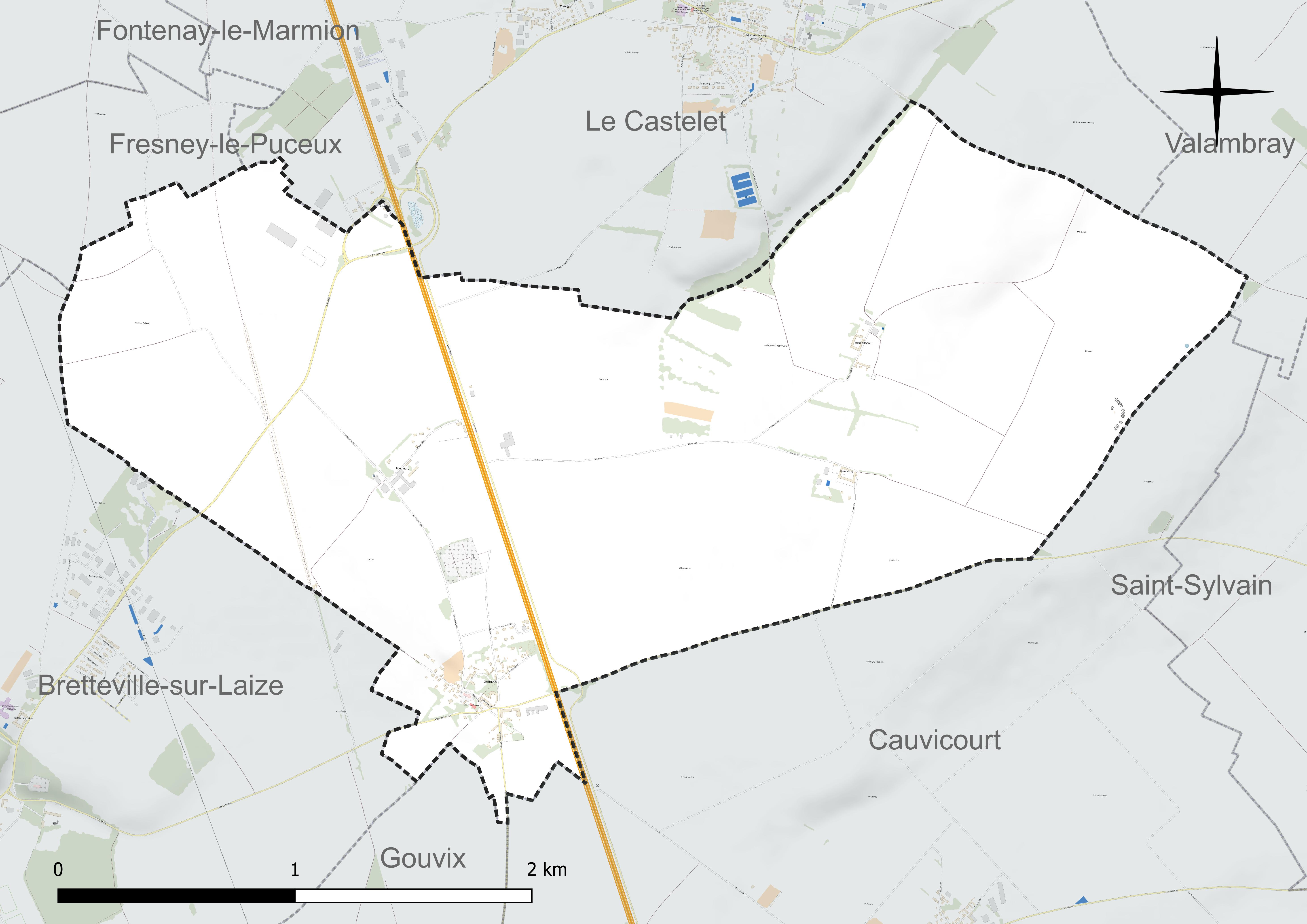
Réseau hydrographique de Cintheaux.

### Climat
Pour des articles plus généraux, voir Climat de la Normandie et Climat du Calvados.
En 2010, le climat de la commune est de type climat océanique franc, selon une étude du CNRS s'appuyant sur une série de données couvrant la période 1971-2000. En 2020, Météo-France publie une typologie des climats de la France métropolitaine dans laquelle la commune est exposée à un climat océanique et est dans la région climatique  Normandie (Cotentin, Orne), caractérisée par une pluviométrie relativement élevée (850 mm/a) et un été frais (15,5 °C) et venté. Parallèlement le GIEC normand, un groupe régional d'experts sur le climat, différencie quant à lui, dans une étude de 2020, trois grands types de climats pour la région Normandie, nuancés à une échelle plus fine par les facteurs géographiques locaux. La commune est, selon ce zonage, exposée à un « climat des plateaux abrités », correspondant à la plaine agricole de Caen à Falaise, sous le vent des collines de Normandie et proche de la mer, se caractérisant par une pluviométrie et des contraintes thermiques modérées.
Pour la période 1971-2000, la température annuelle moyenne est de 10,3 °C, avec  une amplitude thermique annuelle de 12,4 °C. Le cumul annuel moyen de précipitations est de 749 mm, avec 12,2 jours de précipitations en janvier et 7,5 jours en juillet. Pour la période 1991-2020, la température moyenne annuelle observée sur la station météorologique la plus proche, située sur la commune de Saint-Sylvain à 5 km à vol d'oiseau, est de 11,5 °C et le cumul annuel moyen de précipitations est de 681,2 mm,. Pour l'avenir, les paramètres climatiques de la commune estimés pour 2050 selon différents scénarios d'émission de gaz à effet de serre sont consultables sur un site dédié publié par Météo-France en novembre 2022.

## Urbanisme

### Typologie
Au 1er janvier 2024, Cintheaux est catégorisée commune rurale à habitat très dispersé, selon la nouvelle grille communale de densité à 7 niveaux définie par l'Insee en 2022.
Elle est située hors unité urbaine. Par ailleurs la commune fait partie de l'aire d'attraction de Caen, dont elle est une commune de la couronne,. Cette aire, qui regroupe 296 communes, est catégorisée dans les aires de 200 000 à moins de 700 000 habitants,.

### Occupation des sols
L'occupation des sols de la commune, telle qu'elle ressort de la base de données européenne d'occupation biophysique des sols Corine Land Cover (CLC), est marquée par l'importance des territoires agricoles (98,8 % en 2018), en diminution par rapport à 1990 (100 %). La répartition détaillée en 2018 est la suivante : 
terres arables (93,6 %), zones agricoles hétérogènes (5,2 %), zones industrielles ou commerciales et réseaux de communication (1,2 %). L'évolution de l'occupation des sols de la commune et de ses infrastructures peut être observée sur les différentes représentations cartographiques du territoire : la carte de Cassini (XVIIIe siècle), la carte d'état-major (1820-1866) et les cartes ou photos aériennes de l'IGN pour la période actuelle (1950 à aujourd'hui).

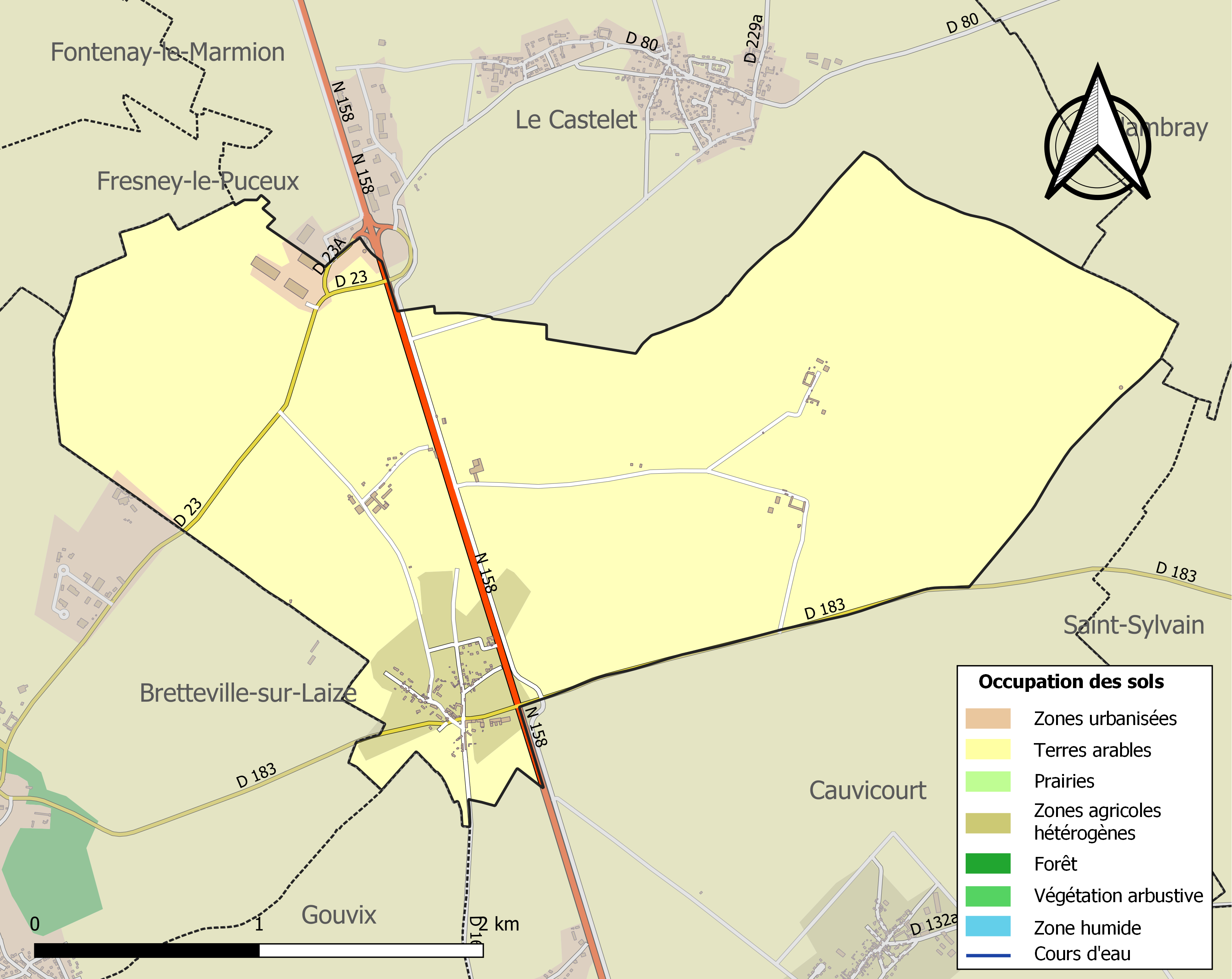
Carte des infrastructures et de l'occupation des sols de la commune en 2018 (CLC).

## Toponymie
Le nom de la localité est attesté sous les formes Sanctellis en 1136, Sainteals vers 1165
Ce toponyme peut être le pluriel de sainteau, qui est le nom commun de saintel, « homme libre qui se fait serf d'un sanctuaire », le pluriel de sanctellus, diminutif de sanctus, « Les petits saints » ou l'appellatif latin *sanctelli, pouvant vouloir dire « cimetière chrétien » (remarque : le village se trouve sur le chemin haussé, vecteur de christianisation)
Le gentilé est Cintheauxien.

## Histoire
Cintheaux fut dévastée par les canons américains qui cherchaient à anéantir le nouveau PC de la 12e Panzerdivision en 1944, lors de l'opération Totalize.

## Politique et administration

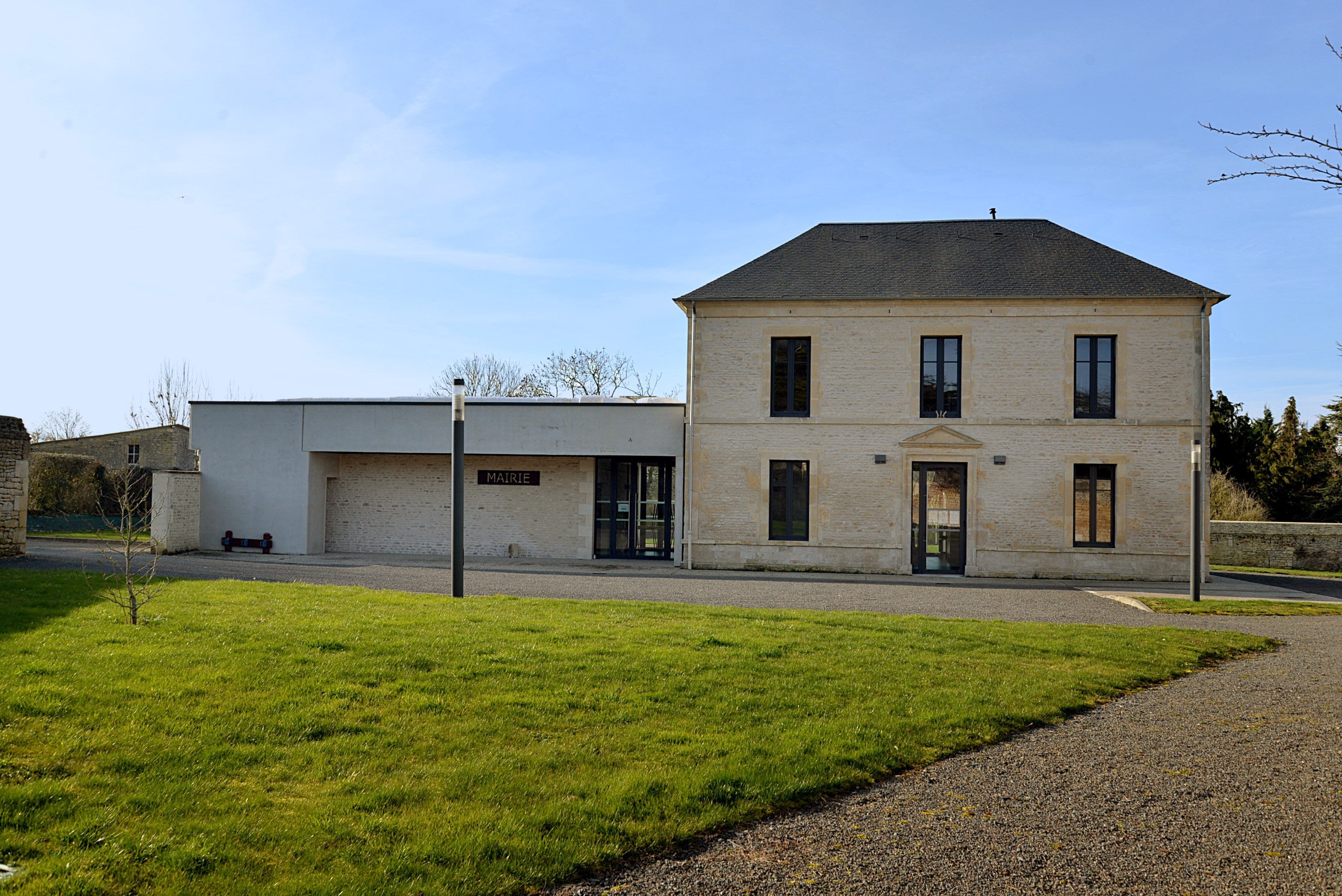
La mairie.

| Période                                  | Période   | Identité          | Étiquette | Qualité     |
| ---------------------------------------- | --------- | ----------------- | --------- | ----------- |
| 1977                                     | mars 2014 | Michel Le Baron   | SE        | Agriculteur |
| mars 2014                                | En cours  | Paul Vandermersch | SE        | Retraité    |
| Les données manquantes sont à compléter. |           |                   |           |             |

## Démographie
L'évolution du nombre d'habitants est connue à travers les recensements de la population effectués dans la commune depuis 1793. Pour les communes de moins de 10 000 habitants, une enquête de recensement portant sur toute la population est réalisée tous les cinq ans, les populations de référence des années intermédiaires étant quant à elles estimées par interpolation ou extrapolation. Pour la commune, le premier recensement exhaustif entrant dans le cadre du nouveau dispositif a été réalisé en 2007.
En 2022, la commune comptait 176 habitants, en évolution de −8,33 % par rapport à 2016 (Calvados : +1,58 %, France hors Mayotte : +2,11 %).
| 1793 | 1800 | 1806 | 1821 | 1831 | 1836 | 1841 | 1846 | 1851 |
| ---- | ---- | ---- | ---- | ---- | ---- | ---- | ---- | ---- |
| 224  | 179  | 276  | 195  | 193  | 245  | 259  | 258  | 260  |

| 1856 | 1861 | 1866 | 1872 | 1876 | 1881 | 1886 | 1891 | 1896 |
| ---- | ---- | ---- | ---- | ---- | ---- | ---- | ---- | ---- |
| 290  | 295  | 271  | 237  | 233  | 243  | 227  | 253  | 236  |

| 1901 | 1906 | 1911 | 1921 | 1926 | 1931 | 1936 | 1946 | 1954 |
| ---- | ---- | ---- | ---- | ---- | ---- | ---- | ---- | ---- |
| 207  | 203  | 187  | 165  | 175  | 151  | 157  | 132  | 151  |

| 1962 | 1968 | 1975 | 1982 | 1990 | 1999 | 2006 | 2007 | 2012 |
| ---- | ---- | ---- | ---- | ---- | ---- | ---- | ---- | ---- |
| 190  | 172  | 159  | 161  | 172  | 180  | 183  | 182  | 193  |

| 2017 | 2022 | - | - | - | - | - | - | - |
| ---- | ---- | - | - | - | - | - | - | - |
| 190  | 176  | - | - | - | - | - | - | - |

## Lieux et monuments
- Église Saint-Germain qui fait l'objet d'un classement au titre des monuments historiques depuis le 16 février 1895[23]. L'église fut construite vers 1150 par la famille Marmion. Elle dépendait du diocèse Bayeux. Robert Marmion l'offrit en patronage à l'abbaye de Barbery en 1181[24]. La chapelle seigneuriale nord datant du XVIe siècle a été détruite et, en 1688, la tour de croisée fut également démolie. Le clocher nord date du début du XVIIIe siècle. L'église fut restaurée de 1857 à 1902.
- L'école qui fait l'objet d'un recensement à l'Inventaire général du patrimoine culturel[25].
- Le cimetière militaire canadien de Bretteville-sur-Laize (Deuxième Guerre mondiale), situé sur le territoire de Cintheaux.
- Route dite « Chemin Haussé » ou « Chemin du Duc Guillaume ». Cette ancienne voie romaine de Vieux-la-Romaine à Jort traverse la commune[26].

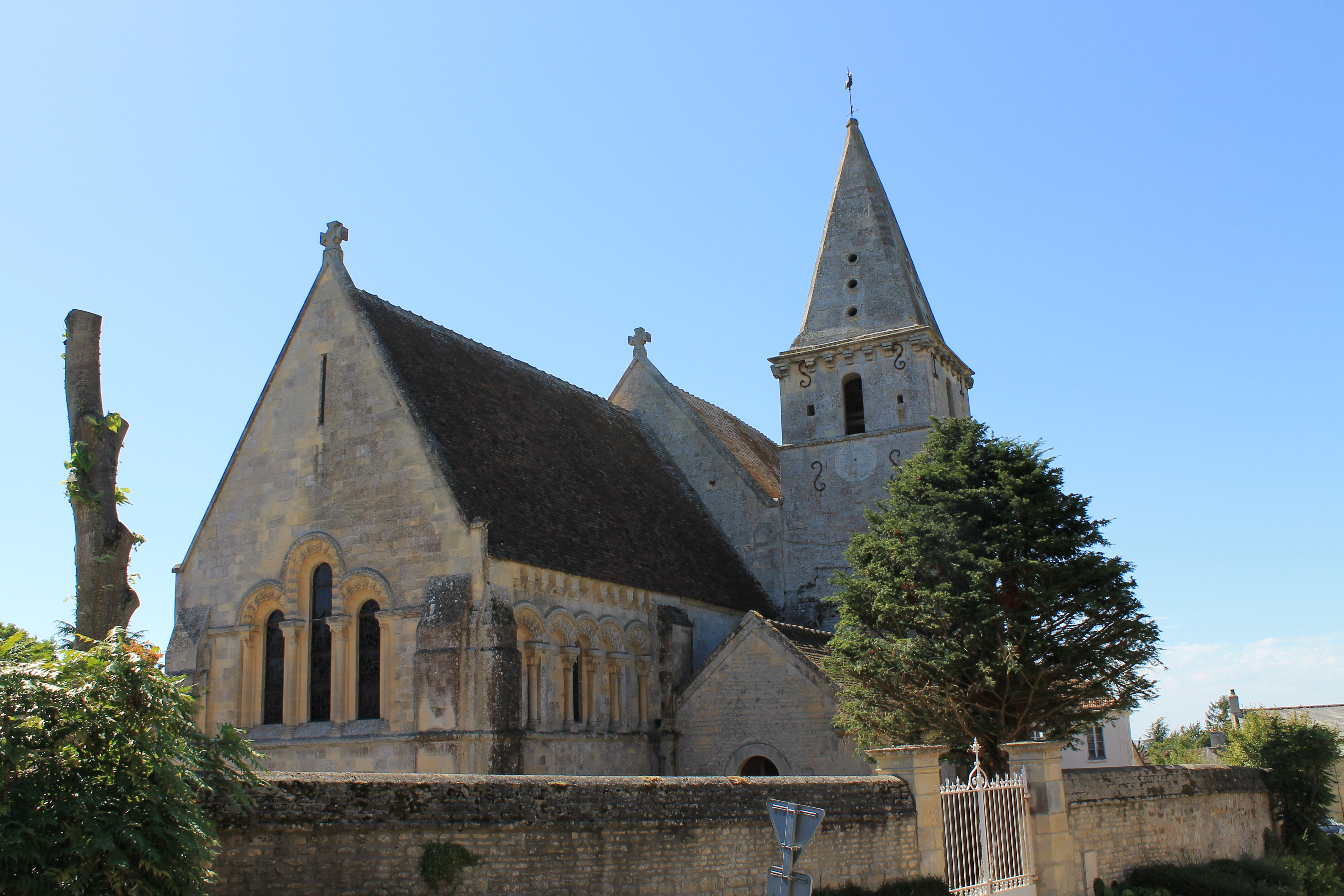
L'église Saint-Germain.
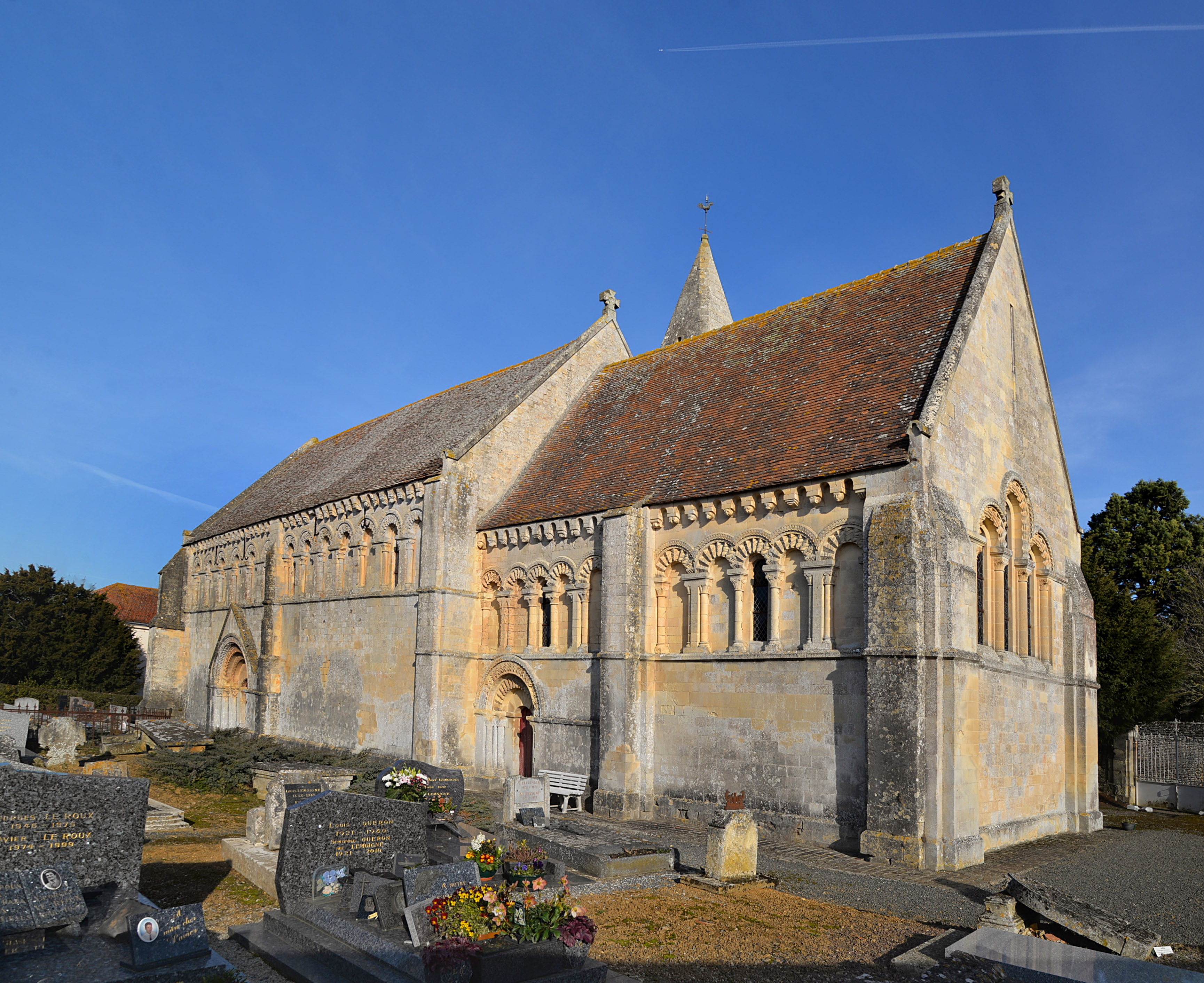
L'église Saint-Germain. Vue sud-est.
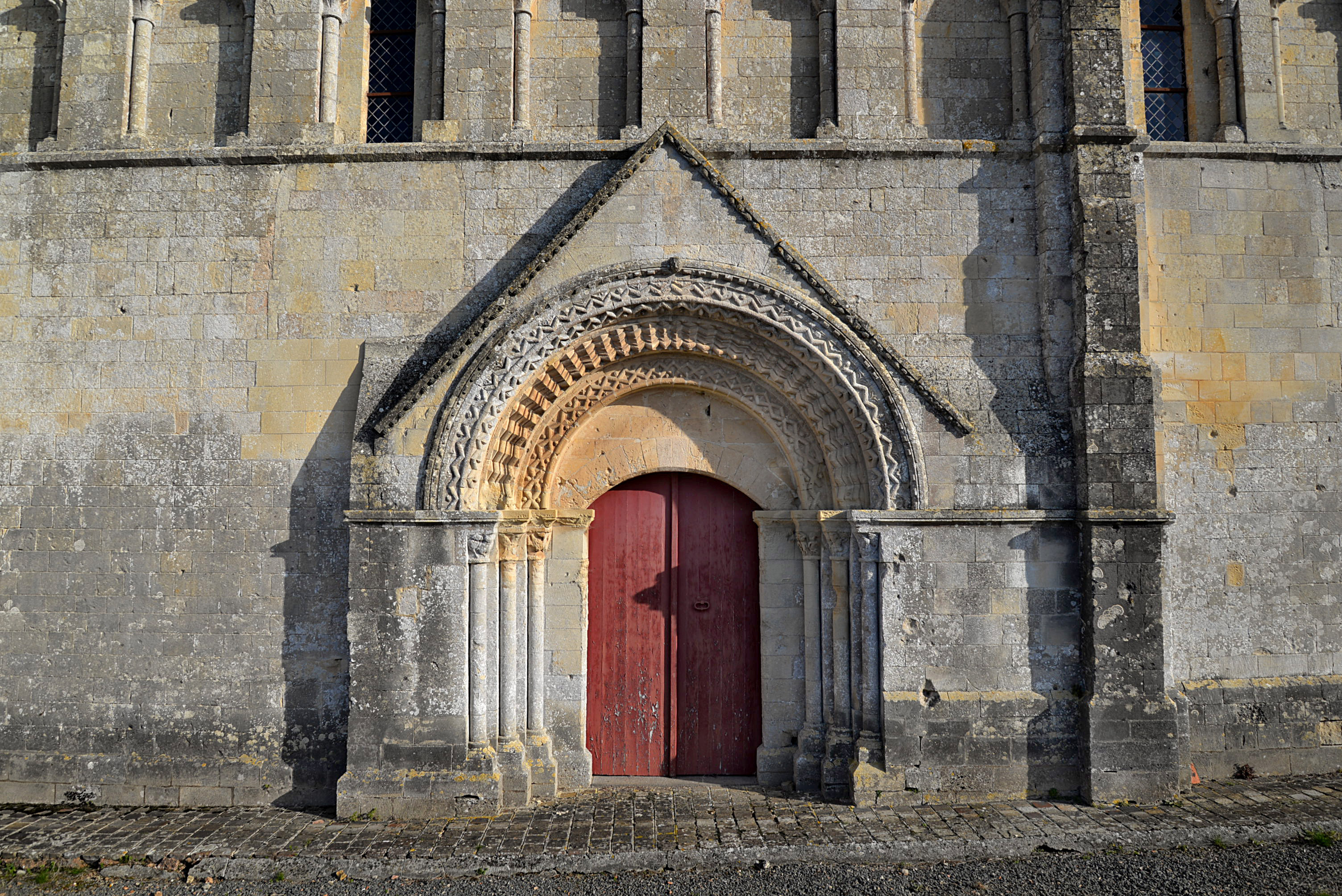
Le portail sud de l'église Saint-Germain.
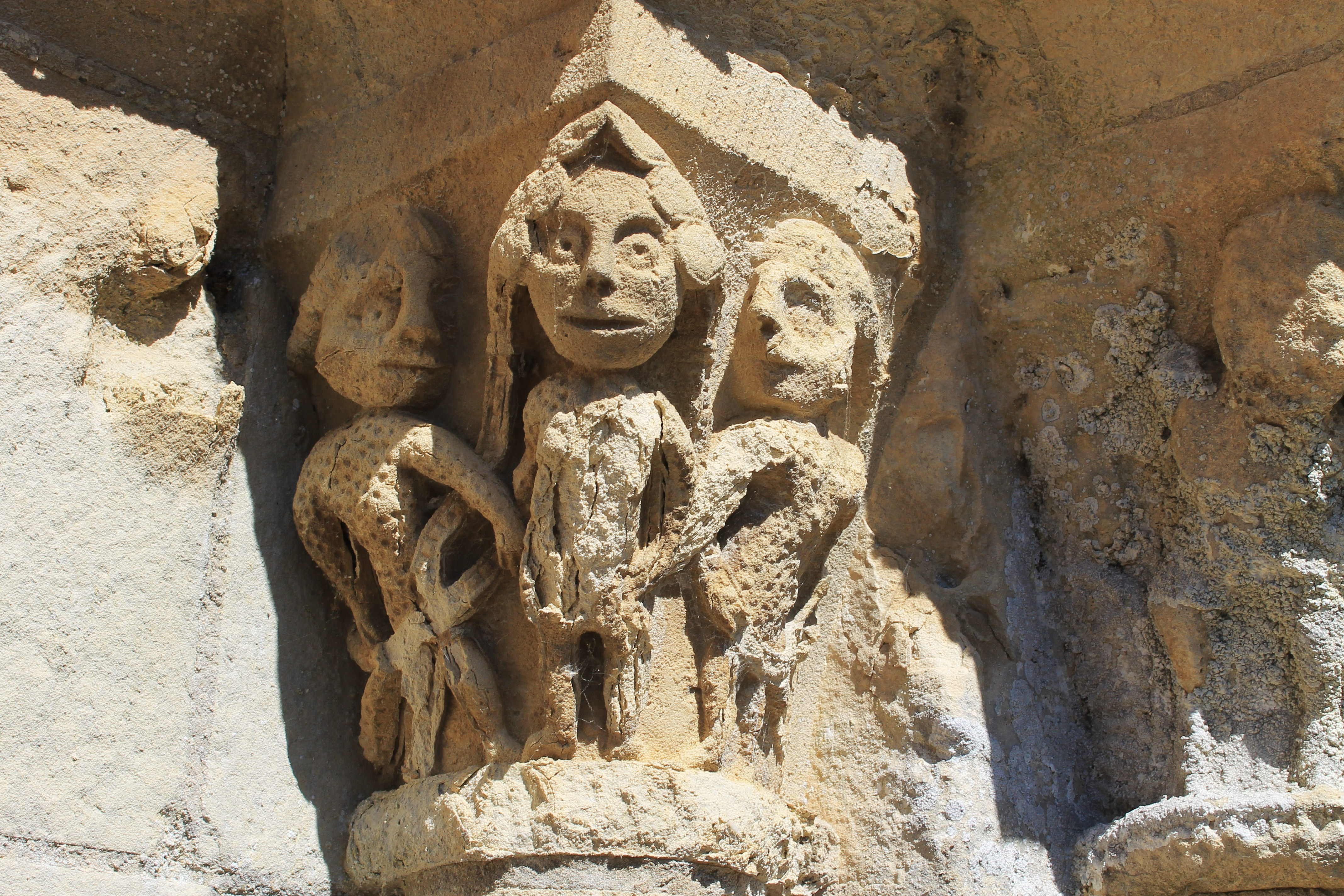
Chapiteau du portail de l'église.
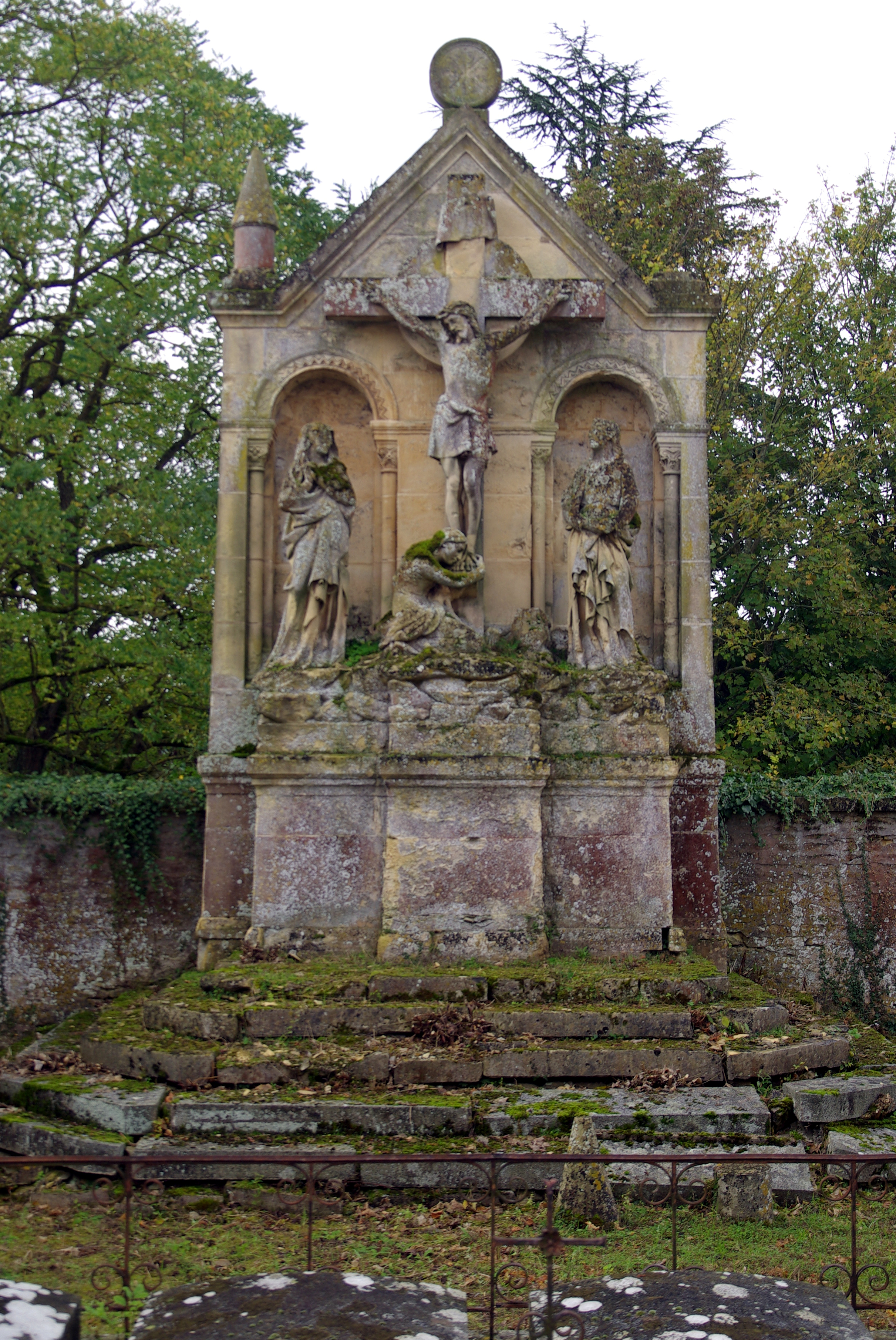
Le calvaire.
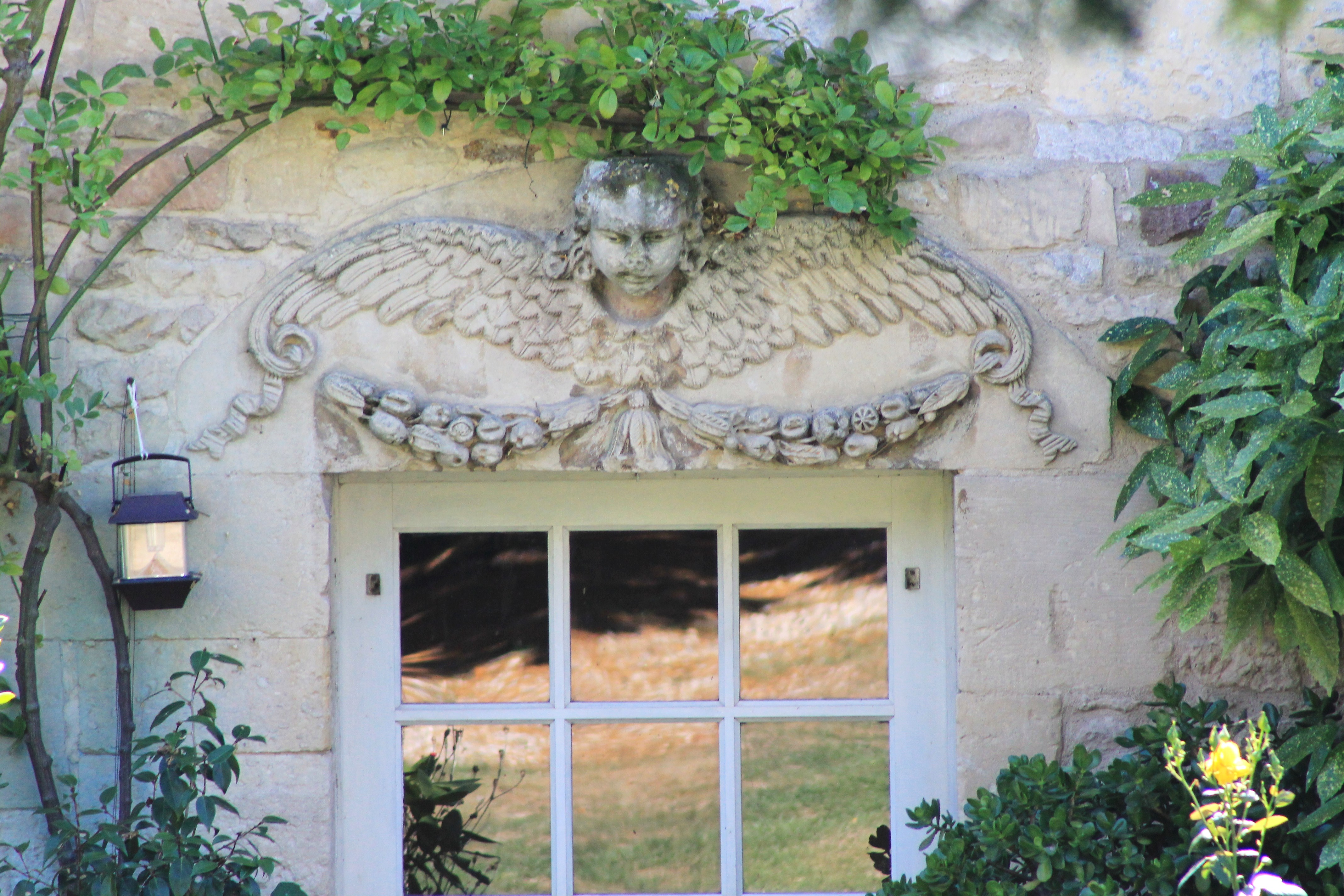
Linteau de l'ancienne école.
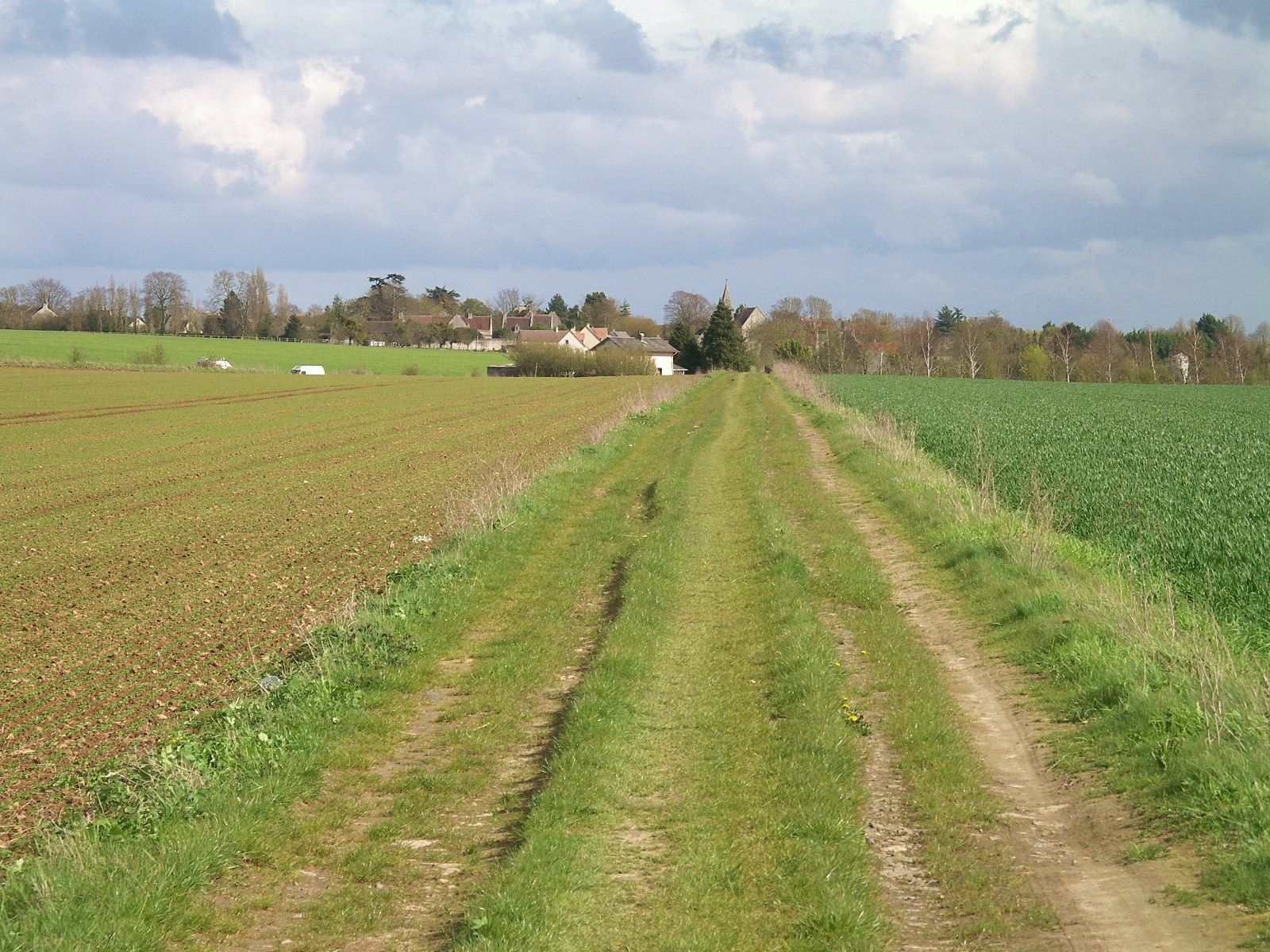
Le Chemin Haussé.
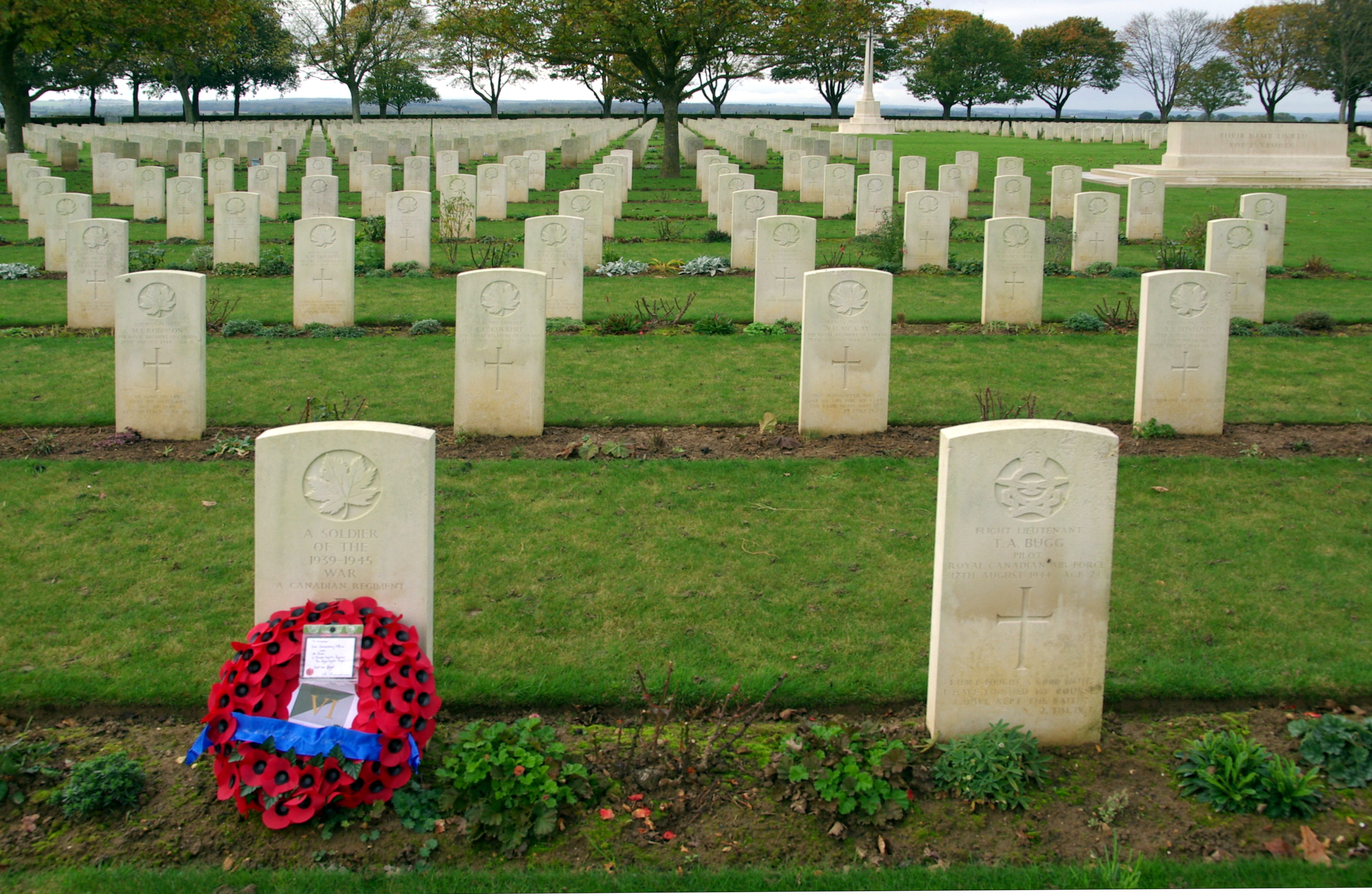
Le cimetière canadien.